# 雄烯二酮
雄烯二酮（英語：Androstenedione，或称为4-雄烯二酮 4-androstenedione、雄-4-烯-3,17-二酮 androst-4-ene-3,17-dione，缩写A4、AED、'Δ4-dione）是一种19碳的甾体激素，其由肾上腺和性腺分泌，作为生物化学合成雄性激素睾酮和雌性激素雌酮雌二醇的中间产物。

## 代谢
雄烯二酮在体内可由17β-羟基类固醇脱氢酶转化为睾酮。在女性体内，雄烯二酮主要由卵泡膜细胞分泌到血液，再由颗粒细胞的芳香化酶转化为雌酮等雌激素，因此可以看作是卵泡膜细胞和卵巢颗粒细胞协作产生了雌激素。
雄烷二酮是5α还原酶催化雄烯二酮的代謝產物，可进一步用于合成雄甾酮。